# مرآة الوسط
 مجلة مرآة الوسط التونسية هي مجلة تونسية تاسست في 25 ماي 1981م تاريخ صدور عددها الأول انطلاقا من مدينة سيدي بوزيد وسط تونس وقد اسسها الكاتب الصحفي محمود الحرشاني.
تصدر مجلة مرآة الوسط بدورية شهرية باللغة العربية وهي تهتم بكل ما هو ثقافي الي جانب الأخبار والتحقيقات الصحفية والفنون والمنوعات. وتصدر المجلة في 50 صفحة ملونة وتركز علي الشان التونسي. صدرت مرآة الوسط في بداية عهدها في شكل جريدة نصف شهرية ثم تحولت الي مجلة وحافضت علي هذا الشكل بعد ذلك.
مجلة مرآة الوسط  مجلة ثقافية وفكرية مستقلة انشاها الكاتب والصحفي محمود حرشاني. وصدر عددها الالول في 25 ماي 1981 في شكل جريدة صغيرة نصف شهرية  وكانت تعتم في البداية باخبار الجنوب والوسط التونسي. ثم تحولت إلى جريدة وطنية اسبوعية لمدة ثلاث سنوات  قبل ان تتحول إلى مجلة  شهرية بداية من جانفي 1990 واستمرت تصدر شهريا إلى نهاية  سنة 2013 وحققت اشعاعا كبيرا والتف حولها العديد من الكتاب التونسيين..واصدرت العديد من السلاسل والمجلات التابعة لها مثل مجلة الأطفال براعم الوسط وسلسلة كتاب مرآة الوسط واسست مهرجانا ثقافيا يحمل اسمها وهو مهرجان مرآة الوسط الثقافي
حصدت المجلة العديد من الجوائز وكتبت عنها عشرات البحوث والدراسات الجامعية
مرآة الوسط اليوم  هي امتداد للمجلة الورقية مواكبة لروح العصر الذي أصبح أكثر فاكثر يعتمد  الاتصال الرقمي مستفيدا من احدث التقنيات والخط التحريري هو خط مستقل. ومحايد يحترم  المواثيق الدولية للعمل الصحفي ويلتزم بالدفاع عن قضايا حقوق الإنسان والحريات الفردية والعامة.

## إدارة التحرير والكتّاب
ترأس تحرير مجلة مرآة الوسط الكاتب والصحفي محمود حرشاني، ومن كتابها محسن حجلاوي وحاتم النقاطي. كما يعمل فيها صحفيون كعزة مباركي وتماضر عيساوي، ومراسلون كصالح السباعي وفوزي اليوسفي ومنى درغام.

## وصلات خارجية
- الموقع الرسمي